# إياد رهوان
إياد رهوان، وهو عالم السوري الاسترالي. وهو مدير مركز البشر والآلات في معهد ماكس بلانك للتنمية البشرية. بين عامي 2015 و 2020, كان أستاذًا مشاركًا في الفنون والعلوم الإعلامية في MIT Media Lab. يكمن عمل رهوان في تقاطع علوم الكمبيوتر والعلوم الاجتماعية, حيث درس موضوعات في العلوم الاجتماعية الحاسوبية، والذكاء الجمعي, والتعاون على نطاق واسع, والجوانب الاجتماعية للذكاء الاصطناعي.

## سيرة شخصية
ولد رهوان في مدينة حلب السورية. حصل على درجة الدكتوراه في نظم المعلومات عام 2005 من جامعة ملبورن. بصفته مساعدًا ثم أستاذًا مشاركًا في علوم الحوسبة والمعلومات في معهد مصدر للعلوم والتكنولوجيا التابع لمعهد ماساتشوستس للتكنولوجيا, قام رهوان بدراسة إمكانيات التعبئة الاجتماعية وحدودها وتحدياتها في سياقات مختلفة من خلال تحليل البيانات من تحدي شبكة DARPA لعام 2009, DARPA Shredder Challenge 2011, وتحدي بطاقة وزارة الخارجية الأمريكية لعام 2012. في عام 2015, بدأ رهوان مجموعة Scalable Cooperation Group في MIT Media Lab, حيث يشغل منصب أستاذ التطوير الوظيفي في AT&T وأستاذ مشارك في الفنون والعلوم الإعلامية, بالإضافة إلى عضو هيئة تدريس منتسب في معهد MIT للبيانات والأنظمة. والمجتمع. منذ عام 2019, يعمل رهوان كمدير لمعهد ماكس بلانك للتنمية البشرية في برلين, حيث أسس ويدير مركز البشر والآلات.

## سلوك الآلة
جنبًا إلى جنب مع مانويل سيبريان ونيك أوبرادوفيتش, قاد رهوان جهدًا لتأسيس مجال سلوك الآلة. يهتم هذا المجال بالدراسة العلمية لأنظمة الذكاء الاصطناعي, ليس كآثار هندسية, ولكن كفئة من الممثلين الذين لديهم أنماط سلوكية وبيئية معينة. يتداخل هذا المجال مع علوم الكمبيوتر والروبوتات, ولكنه يختلف عنها. فإنه يعامل السلوك آلة تجريبيا، في بنفس الطريقة التي علم السلوك وعلم البيئة السلوكي سلوك الحيوان الدراسة دون فهم كامل من الآليات الحيوية الكيميائية. حدد رهوان وأوبرادوفيتش وسيبريان, مع عشرين مؤلفًا مشاركًا من مختلف العلوم الحسابية والسلوكية, الخطوط العريضة وأسئلة البحث الأساسية في مجال سلوك الآلة, في مقال في مجلة الطبيعة.

## الأخلاق والآلات

### أخلاقيات المركبات ذاتية القيادة
رهوان من أوائل الذين اعتبروا مشكلة المركبات ذاتية القيادة معضلة أخلاقية. أظهرت ورقته البحثية لعام 2016, المعضلة الاجتماعية للمركبات ذاتية القيادة, أن الناس وافقوا على المركبات النفعية المستقلة, وأرادوا من الآخرين شراء هذه المركبات, لكنهم هم أنفسهم يفضلون ركوب مركبة مستقلة تحمي ركابها بأي ثمن, ولن يفعلوا ذلك. استخدام المركبات ذاتية القيادة إذا كانت النفعية مفروضة عليها بموجب القانون. وهكذا تخلص الورقة إلى أن تنظيم الخوارزميات النفعية يمكن أن يزيد بشكل متناقض من الضحايا من خلال القيادة عن طريق التأجيل غير المقصود لاعتماد تقنية أكثر أمانًا. حفزت الورقة الكثير من التغطية حول دور الأخلاق في إنشاء أنظمة قيادة ذكية اصطناعيًا.

### آلة أخلاقية
Moral Machine عبارة عن منصة عبر الإنترنت تولد سيناريوهات معضلة أخلاقية تواجهها الآلات الافتراضية المستقلة, مما يسمح للزوار بتقييم السيناريوهات والتصويت على أكثر السيناريوهات قبولًا أخلاقياً بين نتيجتين للضرر الحتميين. السيناريوهات المقدمة غالبًا ما تكون اختلافات في معضلة العربة. اعتبارًا من ديسمبر 2017, جمعت المنصة 40 مليون قرار من ملايين الزوار من 233 دولة وإقليم. أظهر تحليل البيانات اختلافات واسعة في التفضيلات النسبية بين البلدان المختلفة, والارتباطات بين هذه التفضيلات والمقاييس الوطنية المختلفة.

### التعاون مع الآلات
جنبا إلى جنب مع جاكوب كراندال وآخرين, درس رهوان التعاون بين الإنسان والآلة من خلال استكشاف كيفية أداء خوارزميات التعلم المعزز الحديثة عند لعب ألعاب متكررة ضد البشر. أظهر المؤلفون أن توفير وسيلة اتصال يمكن أن يؤدي إلى تعلم خوارزمية للتعاون مع شريكها البشري بشكل أسرع وأكثر فاعلية من الإنسان في هذه الألعاب الاستراتيجية.

## الذكاء الاصطناعي ومستقبل العمل
بالتعاون مع تلميذه مورجان فرانك والمتعاونين معه, استكشف رهوان العلاقة بين حجم المدينة والتأثير المحتمل للذكاء الاصطناعي والأتمتة على التوظيف. استخدموا مجموعة متنوعة من التقديرات لمخاطر أتمتة الوظائف المختلفة. النتيجة الرئيسية التي توصلوا إليها هي أن المدن الأصغر قد تواجه تأثيرًا أكبر بسبب الأتمتة. تستكشف الأعمال ذات الصلة الاستقطاب في سوق العمل في الولايات المتحدة, بسبب الهيكل المستقطب الأساسي لمهارات مكان العمل.

## مشاريع أخرى

### تحدي العلامة
قاد رهوان الفريق الفائز في تحدي العلامات لالوزارة الخارجية الأمريكية لعام 2012, باستخدام التعهيد الجماعي وآلية المكافأة المحفزة للإحالة (على غرار تلك المستخدمة في تحدي شبكة DARPA لعام 2009) لتحديد الأفراد في المدن الأوروبية والأمريكية في غضون 12 ساعة لكل منهما, فقط صورهم الفوتوغرافية.

### آلة الكابوس
تُنشئ آلة Nightmare, تطويرها بتوجيه من رهوان, صورًا تم إنشاؤها بواسطة الكمبيوتر مدعومة بخوارزميات التعلم العميق للتعلم من ردود الفعل البشرية وتوليد تقريب بصري لما قد يجده البشر مخيفًا".